# Championnat du monde féminin de hockey sur glace 2001
Navigation
Championnat du monde 2000 Championnat du monde 2003
Le Championnat du monde féminin de hockey sur glace 2001 s'est déroulé du 2 avril au 8 avril 2000 dans les villes de Blaine, Fridley, Minneapolis, Plymouth, Rochester, St. Cloud, dans l'État du Minnesota aux États-Unis.

## Groupe Elite

### Phase préliminaire
|  | Équipes qualifiées pour le tour final |
|  | Équipes envoyés en tour de relégation |

#### Groupe A
| Rang | Équipe     | MJ | V | N | D | BP | BC | DIF | PTS |
| ---- | ---------- | -- | - | - | - | -- | -- | --- | --- |
| 1.   | Canada     | 3  | 3 | 0 | 0 | 29 | 1  | +28 | 6   |
| 2.   | Russie     | 3  | 2 | 0 | 1 | 12 | 7  | +5  | 4   |
| 3.   | Suède      | 3  | 1 | 0 | 2 | 3  | 17 | -14 | 2   |
| 4.   | Kazakhstan | 3  | 0 | 0 | 3 | 3  | 22 | -19 | 0   |

#### Groupe B
| Rang | Équipe     | MJ | V | N | D | BP | BC | DIF | PTS |
| ---- | ---------- | -- | - | - | - | -- | -- | --- | --- |
| 1.   | États-Unis | 3  | 3 | 0 | 0 | 35 | 0  | +35 | 6   |
| 2.   | Finlande   | 3  | 2 | 0 | 1 | 12 | 17 | -5  | 4   |
| 3.   | Chine      | 3  | 0 | 1 | 2 | 6  | 20 | -14 | 1   |
| 4.   | Allemagne  | 3  | 0 | 1 | 2 | 2  | 18 | -16 | 1   |

### Séries éliminatoires

#### Demi-finales
| 7 avril 2001 | Canada | 8-0 (2-0, 2-0, 4-0) | Finlande | Mariucci Arena, Minneapolis 1 603 spectateurs |

| 7 avril 2001 | États-Unis | 6-1 (2-1, 3-0, 1-0) | Russie | Mariucci Arena, Minneapolis 2 582 spectateurs |

#### Match pour la troisième place
| 8 avril 2001 | Russie | 2-1 (1-0, 1-1, 0-0) | Finlande | Mariucci Arena, Minneapolis 1 558 spectateurs |

#### Finale
| 8 avril 2001 | États-Unis | 2-3 (1-1, 0-1, 1-1) | Canada | Mariucci Arena, Minneapolis 5 632 spectateurs |

### Tour de relégation

#### Matches de classement
| 6 avril 2001 | Chine | 4-1 (2-0, 1-1, 1-0) | Kazakhstan | Columbia Arena, Fridley 301 spectateurs |

| 6 avril 2001 | Suède | 2-6 (1-2, 1-1, 1-3) | Allemagne | Columbia Arena, Fridley 305 spectateurs |

#### Match pour la septième place
| 8 avril 2001 | Suède | 3-1 (1-0, 1-0, 1-1) | Kazakhstan | Schwan's Super Rink, Blaine 305 spectateurs |

#### Match pour la cinquième place
| 8 avril 2001 | Chine | 0-1 (0-1, 0-0, 0-0) | Allemagne | Columbia Arena, Fridley 303 spectateurs |

### Classement final
|                    | Équipe     |
| ------------------ | ---------- |
| Médaille d'or      | Canada     |
| Médaille d'argent  | États-Unis |
| Médaille de bronze | Russie     |
| 4                  | Finlande   |
| 5                  | Allemagne  |
| 6                  | Chine      |
| 7                  | Suède      |
| 8                  | Kazakhstan |

- Relégué en Division I en 2002

Les canadiennes emportent leur 7e titre consécutif. Le Kazakhstan est relégué en Division I.

## Mondial B
Il se déroule à la Patinoire René-Froger de Briançon dans les Hautes-Alpes. La Suisse est promue dans le groupe A.